# The K25 Anti Tour
The K25 Anti Tour fue la decimotercera gira musical de la cantante australiana Kylie Minogue. Esta es la primera gira musical que incluye material inédito de la carrera de Minogue como caras B, demos y rarezas. La gira comenzó el 18 de marzo de 2012 en Melbourne, Australia.

## Antecedentes
En abril de 2011, durante el Aphrodite World Tour, Minogue habló acerca de la concepción del Anti Tour:

I’ve never done anything like that before, something like an anti-tour where there are no dancers, there are no lights. It’s just music and doing songs that are much loved by super fans but will never, ever, ever be heard anywhere. [...] I think it would be really cool to be in a tiny, tiny venue, maybe to like a week’s run somewhere and just strip everything back—just do songs that uber-fans would cry for 
—Kylie Minogue en una entrevista con Idolator
«Yo nunca he hecho algo así antes, algo así como un anti-tour donde no hay bailarines, no hay luces. Es sólo música y canciones que son muy queridas por superfans, pero nunca, nunca, nunca han escuchado antes[...] Creo que sería genial estar en un lugar muy, muy pequeño, tal vez estar durante una semana en algún sitio y simplemente recordar viejos tiempos y canciones que al ser escuchados por los fans, ellos podrían llorar. »

Debido a de que los dos primeros shows en Australia se vendieron en minutos, Minogue anunció que realizaría un segundo show en ambas fechas durante la misma noche.

## Setlist
1. "Magnetic Electric" (Canción bonus de X)
2. "Made in Heaven" (Cara B de Je Ne Sais Pas Pourquoi)
3. "Cherry Bomb" (Cara B de Wow e In My Arms y canción bonus de la edición para México de X)
4. "B.P.M." (Cara B de I Believe in You)
5. "Mighty Rivers" (Canción bonus de Aphrodite)
6. "I'm Over Dreaming (Over You)" (Canción de Enjoy Yourself y cara B de Better the Devil You Know)
7. "Always Find the Time" (Canción de Rhythm of Love)
8. "You're the One" (Canción no lanzada de Impossible Princess)
9. "Tightrope" (Canción bonus de Fever, Cara B de In Your Eyes)
10. "Paper Dolls" (Cara B de Spinning Around)
11. "Give me just a little more time" (Canción de Let's Get To It )
12. "Stars" (Canción de X)
13. "Drunk" (Canción de Impossible Princess)
14. "Say Hey" (Canción de Impossible Princess)
15. "Too Much" (Canción de Aphrodite)
16. "Bittersweet Goodbye" (Canción de Light Years)
17. "Disco Down" (Canción de Light Years)
18. "I Don't Need Anyone" (Canción de Impossible Princess)
19. "Got To Be Certain" (Sencillo de Kylie)
20. "It's No Secret" (Canción de Kylie)
21. "Things Can Only Get Better" (Canción de Rhythm of Love y cara B de What Kind of Fool (Heard All That Before))
22. "Do It Again" (Cara B de In My Arms)
23. "One Boy Girl" (Canción de Rhythm Of Love)
24. "Tears On My Pillow" (Sencillo de Enjoy Yourself)
25. "Enjoy Yourself" (Canción de Enjoy Yourself)